# KS-172
KS-172 lub RWW-L – projektowany rosyjski pocisku rakietowego przeznaczony do zwalczania celów powietrznych na bardzo długich dystansach do 400 km zaprojektowana jako uzbrojenie myśliwców Su-27 i pochodnych, oraz MiG-31. W nomenklaturze NATO pocisk nosi oznaczenie AAM-L.

## Historia i konstrukcja
Program budowy pocisku rozpoczęto w 1991 roku w biurze konstrukcyjnym OKB "Nowator" (ОКБ «Новатор») i po raz pierwszy zaprezentowano w 1993 roku podczas Airshow w Abu Zabi i w tym samym roku w Moskwie.
KS-172 został zbudowany na podstawie przeciwlotniczego pocisku klasy ziemia-powietrze 9K37 Buk (w nomenklaturze NATO oznaczony jako AA-11 Gadfly). Napęd stanowi dwustopniowy silnik rakietowy na stały materiał pędny, będący wersją rozwojową silnika z innego pocisku 9M83 (kod NATO SA-12A Gladiator) będącego częścią przeciwlotniczego zestawu rakietowego S-300.
KS-172 został zaprojektowany głównie do zwalczania samolotów wczesnego ostrzegania AWACS, latających cystern i morskich maszyn patrolowych i rozpoznania elektronicznego. Bardzo duży zasięg pocisku umożliwia przeprowadzenie ataku bez narażania się samolotu-nosiciela na atak myśliwców eskorty. Naprowadzanie odbywa się przy pomocy bezwładnościowego systemu nawigacyjnego INS i aktywnego systemu radiolokacyjnego załączanego w końcowej fazie lotu. KS-172 jest w stanie przechwycić cel lecący na pułapie od 3 do 30000 metrów, na dystansie 400 km co jest absolutnym rekordem dla tego rodzaju uzbrojenia w skali światowej.

Proponowano modyfikację pocisków także do pełnienia innych zadań jak niszczenie pocisków manewrujących, pocisków ziemia-powietrze, a także po wydłużeniu zasięgu sztucznych satelitów.
Pocisk KS-172 jest czasem błędnie nazywany R-172. Prawdopodobnie, zgodnie ze standardem nazewnictwa dla rosyjskich pocisków rakietowych, może to być w przyszłości oficjalne oznaczenie pocisku po jego wprowadzeniu do służby. Ze względu na prowadzenie prac rozwojowych funkcjonuje jednak oznaczenie KS-172.
Obecnie prace rozwojowe posuwają się bardzo powoli ze względu na problemy finansowe, które pojawiły się po rozpadzie Związku Radzieckiego. Mimo to przeprowadzono serię testów w locie notując zestrzelenia celów powietrznych, ale nigdy broń ta nie została użyta bojowo.
W 1997 wznowiono prace, tym razem jako projekt całkowicie rosyjski bez udziału państw należących do WNP. Proponowanym samolotem przeznaczonym do jej przenoszenia miał być MiG-27 i MiG-35BM, który ma wejść na uzbrojenie lotnictwa rosyjskiego w niedalekiej przyszłości. Prawdopodobnie wejdzie on również na uzbrojenie projektowanego samolotu 5 generacji zbudowanego w technologii stealth PAK FA konstrukcji OKB Suchoja, konkurując z innym pociskiem zaprojektowanym przez GosMBK "Wympieł" R-37. Dla potrzeb nowej maszyny nieznacznie zmodyfikowano pocisk, ale wszystkie parametry zostały zachowane. Nowa wersja została oznaczona jako KS-172S-1.

KS-172 góruje parametrami nad konkurencyjnym R-37, zwłaszcza zdolnością do zwalczania celów lecących na niskich pułapach i z małymi prędkościami, podczas gdy konkurent osiąga dużo większą prędkość i bardziej nadaje się do niszczenia szybszych celów. Z drugiej strony KS-172 jest około 2 metry dłuższy i przez to trudniejszy w przenoszeniu, gdyż musi być podwieszany pod skrzydłami a nie pod kadłubem samolotu.
Druga publiczna prezentacja pocisku miała miejsce w grudniu 2003 roku, kiedy zaprezentowano zmniejszony model Su-35BM uzbrojony w dwa pociski KS-172S-1 podwieszone u nasady skrzydeł.
W 2004 Indie wyraziły chęć produkcji pocisków KS-172 w kooperacji z Rosją, do uzbrojenia własnych samolotów Su-30MKI.